# Schoduvel

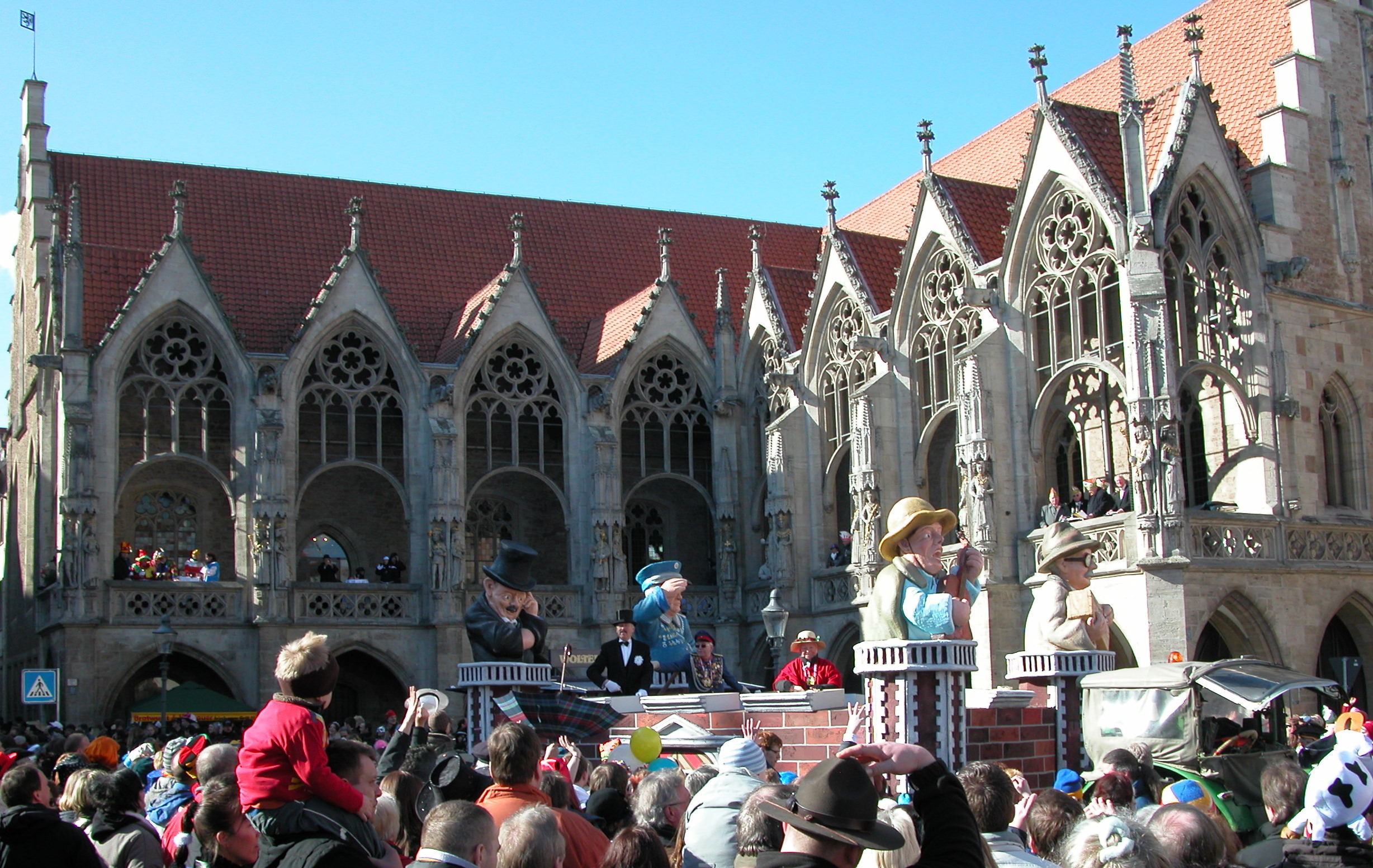
Schoduvel 2011: Ein Wagen auf dem Altstadtmarkt (im Hintergrund das Altstadtrathaus) mit den vier bekanntesten Braunschweiger Stadtoriginalen: (v. l. n. r.) Rechen-August, Deutscher Hermann, Harfen-Agnes und der Tee-Onkel.

Der Begriff Schoduvel (aus dem mittelniederdeutschen düvel „Teufel“ und scho „scheuchen“) bezeichnet einen alten Brauch, durch Lärm, Verkleidung und schreckenerregendes Auftreten die bösen Geister der Kälte, des Todes und der Gefahr zu verscheuchen. Seit 2005 wird der Karnevalsumzug in Braunschweig mit dem Begriff Schoduvel eng verbunden.

## Ursprung
Eine erste Erwähnung des Schoduvel ist im Jahr 1293 im Braunschweiger Stadtbuch nachweisbar. Dort heißt es, die Mitglieder der Gilden

„lepen sunderliche schoduvel unde hadden grote danße in dem vastelavende unde sunderliche lage“

 (= begannen den sonderlichen Schoduvel und hatten großen Tanz am Fastelabend und ihr sonderliches Fest). Hierbei scheinen also der Tanz und das Schoduwellaufen wie auch in Magdeburg ein gleichzeitiges Ereignis gewesen zu sein. Dort sprang einer der Gildenschüler in Teufelsmanier herum, nachdem er zunächst tanzte. (eynlich dess begunden enes dantzes vor deme biscoppe vnde sprungen also schuduuele). 1474 wird dann der Schoduvel erstmals auch in einem Urkundenbuch erwähnt.
Das mittelniederdeutsche Wort „Schoduvel“ bedeutet so viel wie „Maske, Larve, (Teufels-)Antlitz“, evtl. auch „Scheuchteufel“ oder „etwas, womit man den Teufel verscheucht“. Etwas populärer kann man es auch mit Schaulaufen des Teufels übertragen.

## Braunschweiger Karnevalsumzug

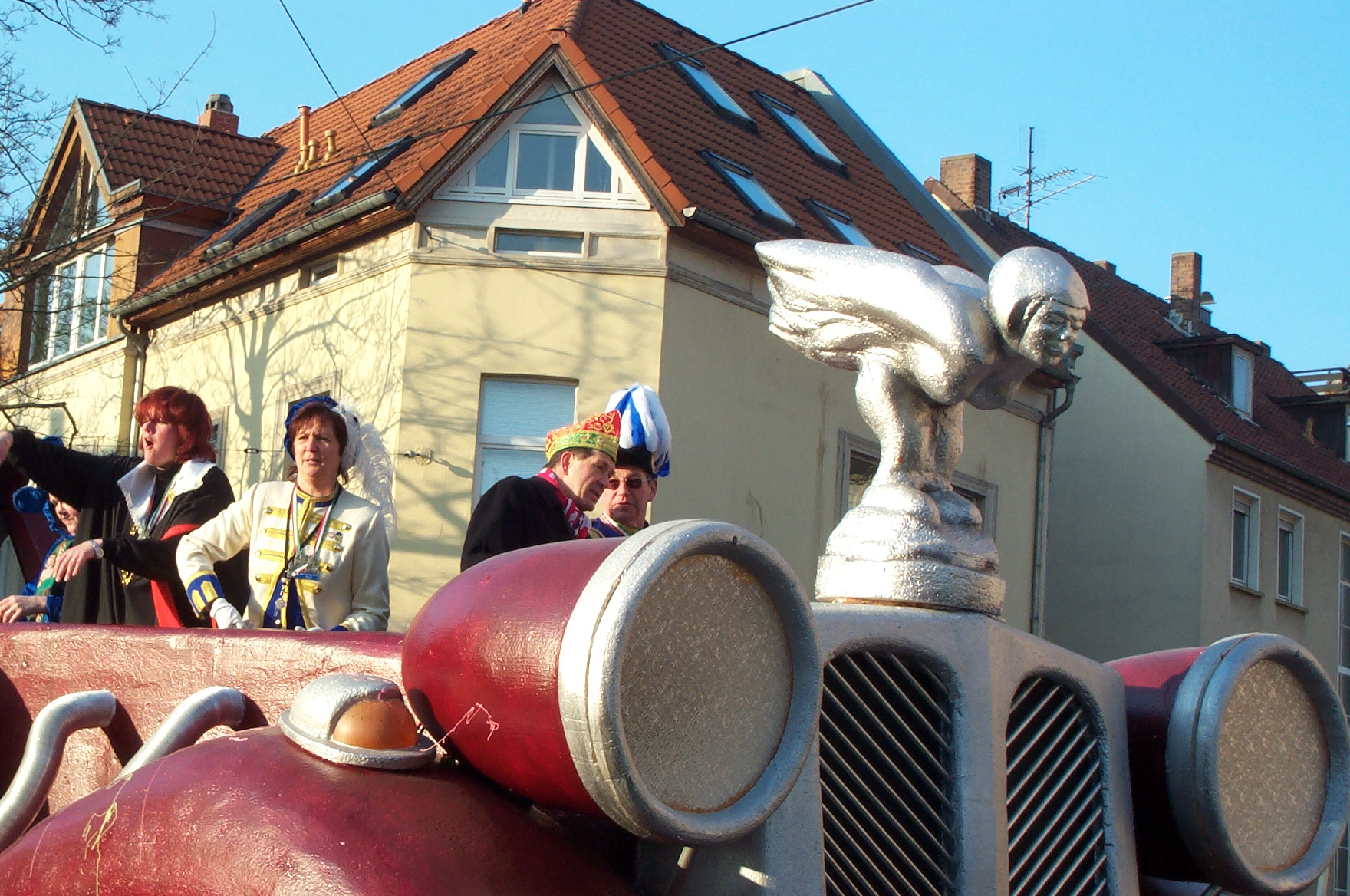
Karnevalsumzug in Braunschweig 2005

Der Braunschweiger Umzug findet am Sonntag vor Rosenmontag statt. Wiederbelebt wurde das närrische Treiben durch einen Kinderkarnevalsumzug im Jahr 1979 auf Anregung des Bürgermeisters. Seit 2005 wird versucht, diesen Brauch historisch zu „untermauern“, indem namentlich eine Verbindung zum mittelalterlichen Schoduvel hergestellt wird. Eine seither durchgehende Karnevalskultur gab es in Braunschweig jedoch nicht.

### Besucherzahlen
1984 sahen etwa 50.000 Jecken den Braunschweiger Schoduvel. Anfang der 1990er Jahre wurde erstmals die Zuschauerzahl von 200.000 überschritten. Die bisher höchste Zahl wurde 2023 mit über 300.000 Zuschauern erreicht.
Mit einer Länge von mehr als 6 km wird der Braunschweiger Schoduvel als größter Karnevalszug Norddeutschlands beworben und als viertgrößter nach Köln, Düsseldorf und Mainz. Die Vierte Stelle beansprucht jedoch „mindestens“ auch der Rosenmontagszug beim Karneval in Eschweiler nahe Aachen.

### Mottos des Umzuges
- 1979: „Das Jahr des Kindes im Zeichen des Karneval.“ (Am Vortag abgesagt wegen Schnee.)
- 1980: „Braunschweiger Kinder im Karneval.“
- 1981: „Braunschweig ist bunt – und märchenhaft schön.“
- 1982: „Brunswiek – die fröhliche Stadt.“
- 1983: „Brunswiek, du närrische Stadt.“
- 1984: „Brunswiek – zwischen Oker und Schunter.“
- 1985: „Der Löwe ist los.“
- 1986: „Stadt am Bandel.“ (In Anlehnung der Landesausstellung „Stadt im Wandel“ in Braunschweig.)
- 1987: „März, März, März – Es ist ja nur ein Scherz!“ (Der Karnevalsumzug fand am 1. März statt.)
- 1988: „Zug Um-Zug tut Braunschweig gut.“
- 1989: „Mitgemacht – Mitgelacht.“
- 1990: „Braunschweigs Buntes Narrenbild.“
- 1991: „Brunswiek einig Narrenland.“ (In Anlehnung an die Herstellung der Einheit Deutschlands am 3. Oktober 1990. Der Karnevalsumzug wurde wegen des Zweiten Golfkrieges abgesagt.)
- 1992: „Brunswiek einig Narrenland.“
- 1993: „Narrenspuk im Eurozug.“
- 1994: „Spannt die Narren vor den Karren!“
- 1995: „Straße frei – der Löwe führt die Narretei!“
- 1996: „Närrisch und witzig, bunt und spritzig!“
- 1997: „Stadt und Land in Narrenhand!“
- 1998: „Helau und Caramba, ganz Brunswiek tanzt Samba.“
- 1999: „Vorhang auf, die Bühne frei, Helau für Brunswieks Narretei!“
- 2000: „Auch ab 2000, ist doch klar, sind Brunswiek's Narren unschlagbar!“
- 2001: „Bunte Narren überall, Brunswiek feiert Karneval.“
- 2002: „Nicht Euro und nicht deutsche Mark – der Karneval, der macht uns stark.“ (In Anlehnung an die Euro Bargeldeinführung am Jahresanfang.)
- 2003: „Braunschweigs Umzug, das ist wahr, läuft schon 25 Jahr.“
- 2004: „Jubel, Trubel, Heiterkeit – Helau zur fünften Jahreszeit.“
- 2005: „Brunswiek Helau klingt’s meilenweit, denn es ist wieder Narrenzeit.“
- 2006: „Schoduvel-Tied is wedder mal, up niedütsch het dat Karneval.“
- 2007: „Ob Wissenschaft, ob Narretei – Brunswiek ist stets vorn dabei!“[6]
- 2008: „Frohsinn, Brunswieks Narrenpflicht – schlechtes Klima gibt’s hier nicht!“
- 2009: „Heinrich der Löwe überall, München, Braunschweig – Karneval!“
- 2010: „Bühnenkunst und Narretei, in Braunschweig sind die Narren Frei!“
- 2011: „Nun schon 33-mal – Schoduvel, Brunswieks Karneval!“
- 2012: „Schoduvel, mach dich auf die Socken, um den Frühling anzulocken!“
- 2013: „Brunswiek, die mobile Okerstadt, ist froh, dass sie die Narren hat!“
- 2014: „Wir freuen uns in Gelb und Blau und rufen laut: Brunswiek – Helau!“
- 2015: „Mit Lebensfreud und Fastnachtstrubel feiert die Region Schoduvel!“ (Abgesagt wegen Terrorwarnung)
- 2016: „Jetzt erst recht!“
- 2017: „Helau – wir tun es allen kund: Der Schoduvel bleibt frei und bunt!“
- 2018: „Gleich und fröhlich, mit viel Jubel, feiert Brunswiek den Schoduvel.“
- 2019: „Lachen, tanzen überall, so feiert Brunswiek Karneval.“
- 2020: „Braunschweig – weltoffen und international, so ist auch unser Karneval!“
- 2021: „Miteinander – Füreinander“ (kein Umzug wegen Coronavirus-Pandemie)
- 2022: „Corona zwang die Narren nieder, Schoduvel bringt die Freiheit wieder!“ (erneut kein Umzug wegen Coronavirus-Pandemie)
- 2023: „Schöne Kostüme überall, wir feiern heute Karneval.“
- 2024: „Er, Sie, Es, Divers und frei, Brunswieks Narren sind dabei.“
- 2025: „Leiwe Jecken, leiwe Lüe, et is mal weer Schoduvel-Tiet.“

### Besonderheiten

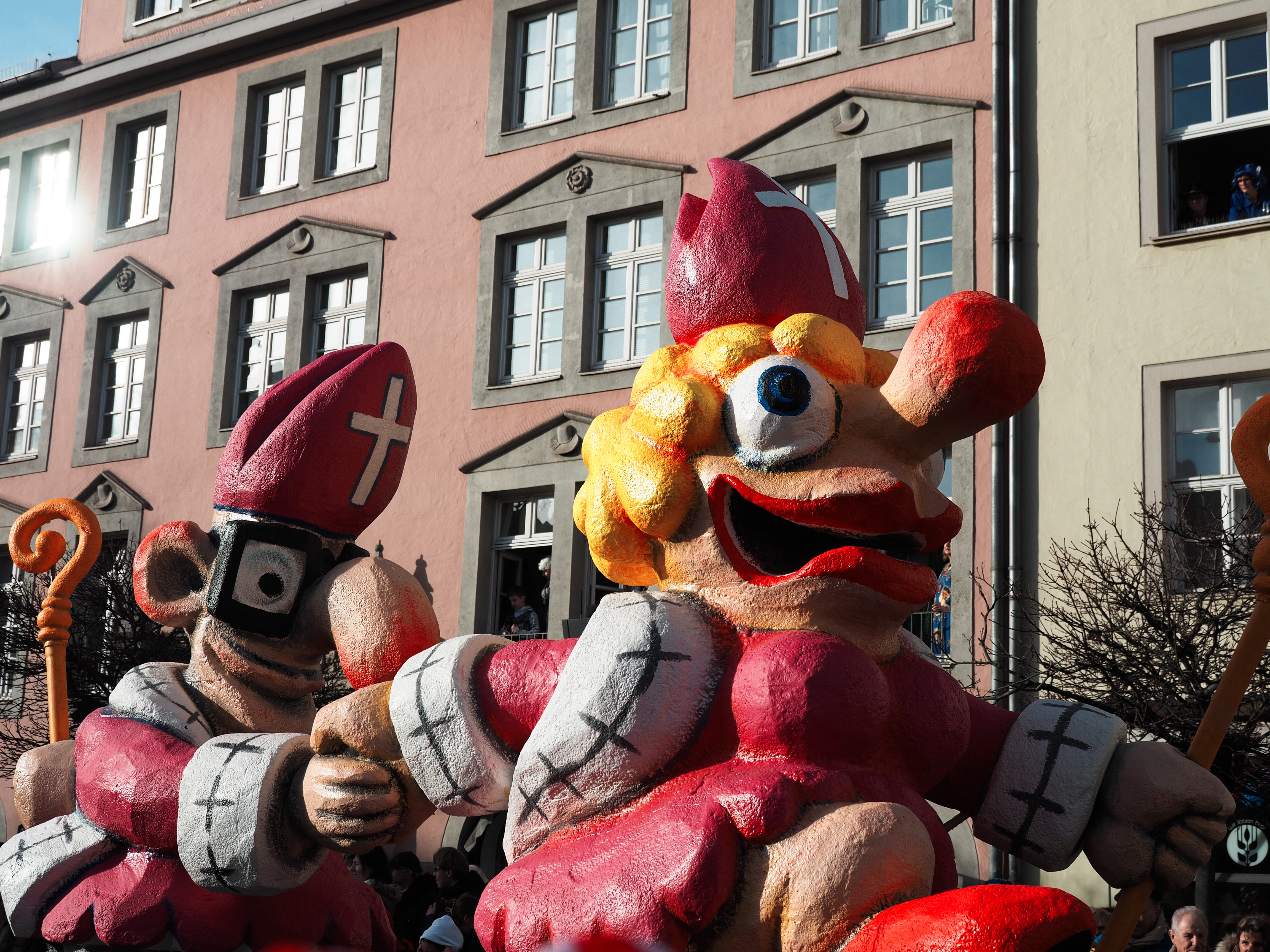
Schoduvel 2023 auf dem Altstadtmarkt

Die drei Symbolfiguren der Scheuchteufel (Schoduvel), der Erbsenbär und der Frühling in Gestalt einer jungen Frau sind regelmäßig im Karnevalsumzug vertreten. Sie zieren auch die Orden von Braunschweiger Karnevalsvereinen.

### Absage 2015 wegen „konkreter Gefährdung durch einen islamistischen Anschlag“
Am Vorabend des Karnevalsumzugs gab es einen Hinweis eines V-Manns des niedersächsischen Verfassungsschutzes, der als Informant in der Salafisten-Szene Braunschweig-Wolfsburg unterwegs sein soll. Der Hinweisgeber bzw. sein Hinweis wurden vom Staats- und Verfassungsschutz als glaubwürdig eingestuft. Demnach sollte es gegen 13:00, dem Beginn der Live-Übertragung im Fernsehen, einen terroristischen Anschlag auf dem Altstadtmarkt geben. Es handelte sich also nicht um eine anonyme (Bomben-)Drohung, sondern nach Aussage des niedersächsischen Ministers für Inneres und Sport Boris Pistorius (SPD), um „sehr konkrete[n], sehr belastbare[n] Hinweise[n]“. Michael Pientka, Polizeipräsident von Braunschweig, ergänzte bei einer im Fernsehen übertragen Pressekonferenz: „Die konkrete Gefahr bezieht sich ausdrücklich auf den heutigen Tag und die heutige Veranstaltung.“
In Abstimmung mit Vertretern der Stadt Braunschweig, darunter Oberbürgermeister Ulrich Markurth (SPD), sowie der zuständigen Staatsschutzbehörden und Sicherheitsorganen, wurde daraufhin am Sonntagvormittag einstimmig beschlossen, den Schoduvel 2015 kurzfristig abzusagen. Bei gutem Wetter waren 250.000 Schaulustige erwartet worden. Da die Absage aber erst kurz vor 11:00, weniger als zwei Stunden vor Beginn des Umzugs, erfolgte, fuhren Lautsprecherwagen durch die Stadt, um die Nachricht zu verbreiten. Über Radio, Fernsehen und Internet wurde die Bevölkerung ebenfalls über die Absage und die Gefährdungslage informiert und aufgefordert, die Marschroute des Umzugs sowie die Innenstadt zu verlassen bzw. gar nicht erst anzureisen.
Mehrere Bereiche der Innenstadt, so der Altstadtmarkt, der der zentrale Punkt des Umzuges ist, und von dem aus unter anderem der NDR mit Kamerateams seit Jahren live berichtet, und der Bohlweg wurden daraufhin mit Sprengstoffspürhunden abgesucht. Zwei herrenlose Gegenstände (eine Thermoskanne und ein Pappkarton) erwiesen sich jedoch als harmlos. Gegen 16:00 wurde die Sperrung der Innenstadt wieder aufgehoben.
Am 17. Februar übernahm das Landeskriminalamt Niedersachsen die Ermittlungen wegen „Verdachts der Vorbereitung einer schweren staatsgefährdenden Gewalttat“ nach § 89a StGB.
Mitte Mai 2015 wurden die Ermittlungen eingestellt, da sich der Anfangsverdacht eines geplanten Anschlages nicht erhärten ließ.

## Braunschweiger Karnevalsvereinigungen
Veranstaltet wird der Schoduvel vom gemeinnützigen Komitee Braunschweiger Karneval. Dieses besteht aus den drei traditionellen Braunschweiger Karnevalsgesellschaften: der Karnevalsvereinigung der Rheinländer e. V. (KVR), der von Max Jüdel gegründeten Braunschweiger Karneval-Gesellschaft von 1872 (BKG) und der Mascheroder Karnevalgesellschaft Rot-Weiß 1965 e. V. (MKG). Unterstützt werden diese von der Stadt Braunschweig.
Am Umzug selbst nahmen über 200 Gruppen von Karnevalsvereinigungen und Spielzügen aus ganz Niedersachsen teil. Darüber hinaus sind auch Karnevalsgruppen aus dem Ausland in Braunschweig vertreten z. B. aus Belgien.